# 4751 Alicemanning
4751 Alicemanning (1991 BG) là một tiểu hành tinh vành đai chính được phát hiện ngày 17 tháng 1 năm 1991 bởi Brian G. W. Manning ở Stakenbridge.